# Union populaire républicaine de la Gironde
Pour les articles homonymes, voir Union populaire républicaine et UPR.
L'Union populaire républicaine de la Gironde (UPR) est un petit parti politique français de droite, affilié à la Fédération républicaine et actif entre 1925 et la fin des années 1930.

## Histoire

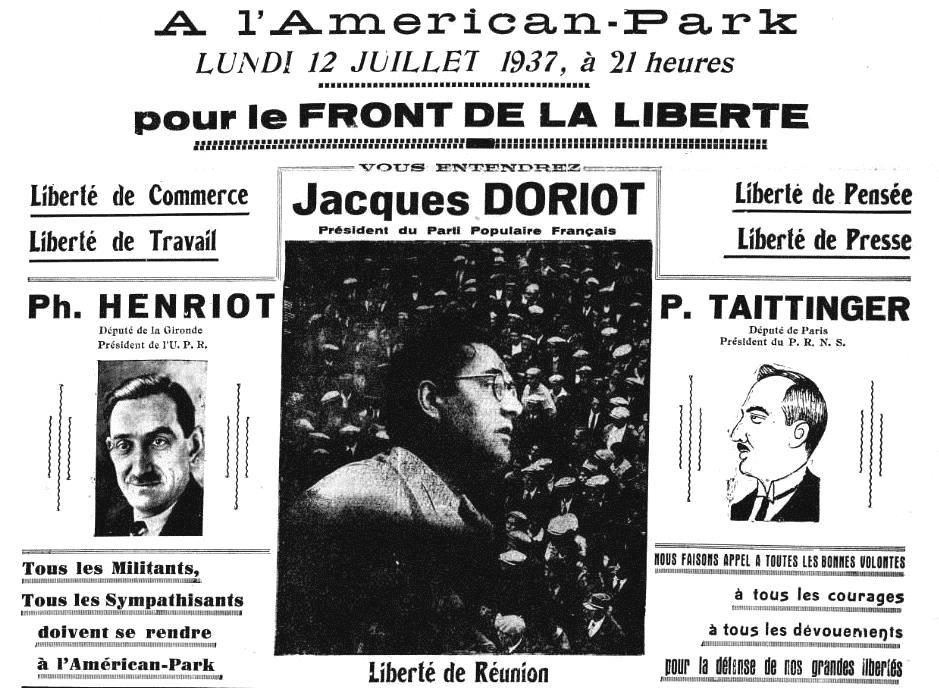
Annonce du meeting du Front de la liberté à Bordeaux le 12 juillet 1937.

L'Union populaire républicaine (UPR) de la Gironde est fondée en 1925, six ans après son homonyme alsacienne, dont elle partage les orientations cléricales et conservatrices ainsi que l'opposition au Cartel des gauches qui a gagné les élections de 1924. Son siège est alors situé au 18 de la rue Victoire Américaine, à Bordeaux (dans les années 1930, son secrétariat sera au 9 de la rue Huguerie).
Présidée par l'abbé Bergey, curé de Saint-Émilion et député, et encouragée par l'archevêque de Bordeaux, Pierre Paulin Andrieu, l'UPR affiche un programme reflétant les préoccupations de la droite catholique, dans la continuité de la Fédération nationale catholique. Elle prend notamment la défense de l'enseignement privé contre « l'école unique » (laïque) et prône l'attribution du droit de vote aux femmes, celles-ci étant alors réputées plus cléricales que les hommes.
|                                                              |  |
| Les présidents de l'UPR : l'abbé Bergey et Philippe Henriot. |  |

Forte de 7 200 adhérents à la veille des législatives de 1928, elle appuie les candidatures de Bergey, d'un autre sortant, Élysée Frouin, et de l'orateur catholique Philippe Henriot.
Affiliée à la Fédération républicaine, principal parti de la droite parlementaire de l'entre-deux-guerres, l'UPR est soutenue par diverses personnalités politiques de cette tendance telles que Jean Ybarnégaray, Jean de Tinguy du Pouët, Gabriel Castagnet, Joseph Coucoureux, Jean Guiter, Maurice Hervey, Pierre Lamazou-Betbeder, Jean Molinié, Édouard Soulier, Georges Bonnefous, André Parmentier, Georges Pernot et Henry Lémery.
Tout d'abord directeur de la propagande puis président adjoint de l'UPR, Henriot succède à Bergey à l'issue des élections de 1932. Sous sa présidence et au sein de l'opposition au Front populaire, l'UPR se droitise davantage et, au nom de l'anticommunisme, participe à l'éphémère coalition du Front de la liberté aux côtés de partis d'extrême droite tels que le Parti populaire français de Jacques Doriot et le Parti républicain national et social de Pierre Taittinger.